# Brian Griffiths
Pour les articles homonymes, voir Griffiths.
 (janvier 2021).
Brian Griffiths, baron Griffiths de Fforestfach (né le 27 décembre 1941), est un homme politique conservateur britannique.

## Biographie
Brian Griffiths est né le 27 décembre 1941. Il fait ses études à la Dynevor School, à Swansea et à la London School of Economics.
Il est conseiller du Premier ministre Margaret Thatcher. En 1986, alors qu'il est doyen de la City University Business School, il démissionne de sa chaire pour devenir son principal conseiller politique.
Il est créé pair à vie en tant que baron Griffiths, de Fforestfach dans le comté de West Glamorgan, le 5 février 1991.
Il est président du Centre for Policy Studies de 1991 à 2001. Il siège au conseil d'administration de la Conservative Christian Fellowship de 2000 à 2002. Il est membre de la sous-commission F de l'Union européenne (affaires sociales, éducation et affaires intérieures) de 1999 à 2003 et de la commission des délits religieux de 2002 à 2003. Il est vice-président du Nature in Art Trust .
Il est vice-président de Goldman Sachs International. Il dit qu'il n'avait «pas honte» des plans de compensation de la banque. Il déclare également que la question de la compensation bancaire ne devrait pas être considérée uniquement dans une perspective à court terme.